# Michał Jurecki
Michał Jurecki (Kościan, 27 de  octubre de 1984) es un exjugador de balonmano polaco que jugaba de lateral izquierdo. Su último equipo fue el KS Azoty-Puławy. Fue un componente de la selección de balonmano de Polonia. Es hermano del también jugador de balonmano Bartosz Jurecki.
Con la selección polaca logró la medalla de plata en el Campeonato Mundial de Balonmano Masculino de 2007, además de los bronces conseguidos en el Campeonato Mundial de Balonmano Masculino de 2009 y en el Campeonato Mundial de Balonmano Masculino de 2015.
Entró además en el equipo ideal del Campeonato Europeo de Balonmano Masculino de 2016, que se disputó en Polonia.
Con el Kielce ganó la Liga de Campeones de la EHF 2015-16, la primera de la historia del club polaco.

## Palmarés

### Kielce
- Liga polaca de balonmano (8): 2012, 2013, 2014, 2015, 2016, 2017, 2018, 2019
- Copa de Polonia de balonmano (9): 2011, 2012, 2013, 2014, 2015, 2016, 2017, 2018, 2019
- Liga de Campeones (1): 2016

## Clubes
- Tęcza Kościan ( -2003)
- SPR Chrobry Głogów (2003-2006)
- Vive Targi Kielce (2006-2007)
- HSV Hamburg (2007-2008)
- TuS Nettelstedt-Lübbecke (2008-2010)
- Vive Targi Kielce (2010-2019)[7]
- SG Flensburg-Handewitt (2019-2020)
- KS Azoty-Puławy (2020-2023)